# كروان الإسكيمو
كروان الاسكيمو ويعرف بالمرج المرجاني عند المستوطنون الأوربييون. هو طائر صغير الحجم ومسالم، يعيش في المناطق الباردة كألاسكا وهو أحد الطيور المنقرضة حديثاً وهو يهاجر في اسراب كبيرة جدا.

## هجرته
يهاجر كروان الاسكيمو في أسراب عملاقة. ينتقل من ألاسكا إلى كندا إلى الولايات المتحدة الأمريكية وصولاً إلى الأرجنتين، بعد ذلك يعود مرة أخرى إلى ألاسكا.

## أنقراضه
أنقرض هذا الطائر بسبب الصيادون حيث كانوا يقتلون المئات من هذا الطائر خلال رحلة العودة إلى ألاسكا.

## وصف الطائر
يبلغ طول الطائر حوالي 30 سم و الأجزاء العلوية من الطائر لها لون بني مرقش و السطح البطني للطائر بني فاتح .
يتميز طائر الكروان بكونه طائرا مغردا، وهو مشابه الأنواع الطيور الاوروبية، ويصنف ضمن رتبة الزقزاقيات .

## الغذاء
يتغذى هذا الطائر في الغالب على الحشرات مثل الخنافس واليرقات والجنادب وغيرها من الحشرات الكثيرة، كما انه يأكل العناكب والضفادع وفي بعض الأحيان بيض الطيور الاخرى، وايضا قد يأكل التوت بكثرة، وفي المناطق الساحلية ياكل سرطان البحر وجراد البحر والرخويات والديدان البحرية وغيرها من الا فقاريات الكبيرة.